# 伯拉糾

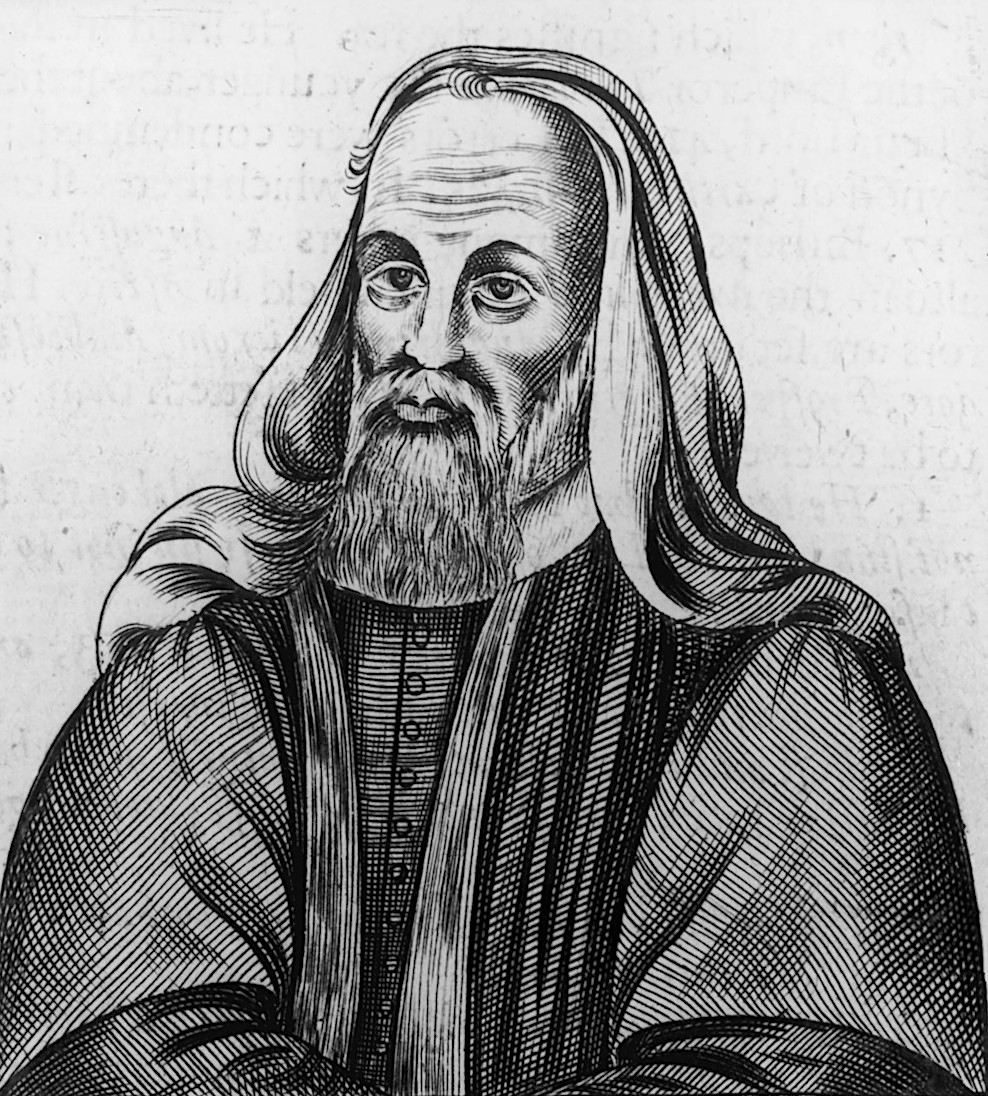
伯拉糾

伯拉糾（拉丁語：Pelagius，約360年—約420年），亦稱為白拉奇，羅馬不列顛行省之教師，基督教神學家、平信徒修道士。他的門人有色勒斯丟（Caelestius）。

## 生平
他與希波的奧古斯丁辯論人有完全的自由意志和相應的責任，因此被教宗定為異端，遭判處破門律，逐出教會。他的神學觀與奥古斯丁的恩典論幾乎相反。奥古斯丁強調原罪、人類完全墮落，天主（或稱上帝）的選民才能得救，且得救完全是恩典。伯拉糾否認原罪，但承認人類本性是惡的，強調人的自由意志的教義，認為得救是靠天主給的誡命。他的名言是「如果我應該做，我就能做（If I ought, I can.）」認為天主恩典非是人所不配得的，也非得救之所須。
385年，他從不列顛到羅馬，見當地道德敗落，於是立志以傳道和寫作對付道德和罪的問題。他是基督教道德主義者，是強烈道德態度與行為的提倡者。他的動機不是要傳假福音，也從未真正否定在恩典論外的教義或教條，
但卻被兩個非洲的教會定為異端，並在417年，被教宗依諾森一世放逐。在以弗所召開的第三次大公會議（AD431）中被定罪。
在《基督教發展史》中，歸納出他被控罪的主要論述為：
1.即使亞當沒有犯罪，也會死亡
2.亞當的罪只損害自己，並不會損害一切人類
3.嬰兒並不是惡的，與亞當犯罪前的景況相同
4.人類不會因亞當的罪及死而死，也不會因基督復活而復活
5.律法、福音皆能引人進天堂
6.基督第一次來臨前，已有未曾犯過罪的聖人
他強調人的意志是自由的，與斯多亞學派類似，承認人類的本性是惡的，但可以藉著受洗，因信稱義。他的神學日後稱為伯拉糾主義，在人性論與拯救論上，與奧古斯丁是對立的。基督教台灣浸會神學院專任教授，將此二者作出以下比較：
|        | 伯拉糾 | 奧古斯丁 |
| ------ | --- | --- |
| 人性論 | 1.人有完全的自由意志和相應的責任。是伯拉糾思想的基石。 2.每個人像亞當一樣，是一個新受造物，不特別傾向犯罪。 3.沒有任何特別外力，能使人的意志一定選擇善。 4.關於原罪，不講遺傳的罪性，也不講罪咎；而說世人都犯罪，乃因代代相傳亞當的壞榜樣與積習。 | 1.亞當原有自由選擇善惡，但卻犯罪，使得所有人都受罪綑綁。 2.每個人都因是亞當的後裔，而有原罪。 3.人的意志完全敗壞，在得救的事上，意志完全沒有用。 |
| 拯救論 | 1.教導的恩典：上帝賜聖經、理性、基督的榜樣，來幫助人。 2.寬恕的恩典：人如果悔改，努力行正路，又彌補所行的惡，上帝就寬恕。這恩典並不幫助他的意志，只赦免他的罪。 3.沒有必要嬰兒洗禮，因為沒有原罪。                                                | 1.只有蒙揀選的人，因上帝在基督裡的恩典，可以得救。 2.重生是聖靈的工作，意志完全沒有用。 3.上帝加力給人的意志，也使人的意志能接受救恩。           |

在他以後，有半伯拉糾派興起，以約翰·卡湘（John Cassian）為首，認為「在人的得救上，人的意志與上帝的恩典，各占一半地位。」但此說法也在529年的奥倫治主教团会议會議中，被定罪。

## 出处
1. ↑  畢爾麥爾（Bihlmeyer）等，《古代教會史》，雷立柏（L. Leeb）譯（北京：宗教文化出版社，2009）， 215-219。
2. ↑  奧爾森（Roger E. Olson），《神學的故事》，吳瑞誠、徐成德譯（台北：校園，2002），316。
3. ↑  比爾‧奧斯汀（Bill R. Austin），《基督教發展史》，馬傑偉等譯（香港：種籽，1991），110。
4. ↑  譚國才，＜教義的爭辯與發展＞，《教會歷史上課講義》（台北：基督教台灣浸會神學院，2012），19-20。